# Bostrychus aruensis
Bostrychus aruensis är en fiskart som beskrevs av Weber, 1911. Bostrychus aruensis ingår i släktet Bostrychus och familjen Eleotridae. IUCN kategoriserar arten globalt som otillräckligt studerad. Inga underarter finns listade.